# Sugimoto Michiharu
Michiharu Sugimoto (sinh ngày 17 tháng 6 năm 1981) là một cầu thủ bóng đá người Nhật Bản.

## Sự nghiệp câu lạc bộ
Michiharu Sugimoto đã từng chơi cho Cerezo Osaka, Ventforet Kofu và Yokohama FC.